# Savigneux (Loire)
Savigneux é uma comuna francesa na região administrativa de Auvérnia-Ródano-Alpes, no departamento de Loire. Estende-se por uma área de 19,19 km². Em 2010 a comuna tinha 3 514 habitantes (densidade: 183,1 hab./km²).